# آية ناكانو
آية ناكانو (باليابانية: なかの綾) هي مغنية مؤلفة يابانية، ولدت في 7 مايو 1985 في كيوتو في اليابان.

## وصلات خارجية
- الموقع الرسمي